# Tillandsia capistranoensis
Tillandsia capistranoensis är en gräsväxtart som beskrevs av Renate Ehlers och Wilhelm Weber. Tillandsia capistranoensis ingår i släktet Tillandsia och familjen Bromeliaceae. Inga underarter finns listade i Catalogue of Life.